# Jordanmått
Ett Jordanmått är inom matematik en förlängning av begreppet storlek (längd, area och volym) till mer komplicerade former. Jordanmåttet är bra för praktiska tillämpningar, men för teoretiska tillämpningar är det onödigt eftersom Jordanmåttet inte är ett mått. Å andra sidan kan man utvidga Jordanmåttet till ett mått som kallas Lebesguemåttet.  
Jordanmåttet är uppkallat efter den franske matematikern Camille Jordan.

## Enkla mängder
Om {\displaystyle C} är en delmängd till {\displaystyle \mathbb {R} ^{n}} på formen:
{\displaystyle C=[a_{1},b_{1}[\times [a_{2},b_{2}[\times ...\times [a_{n},b_{n}[}

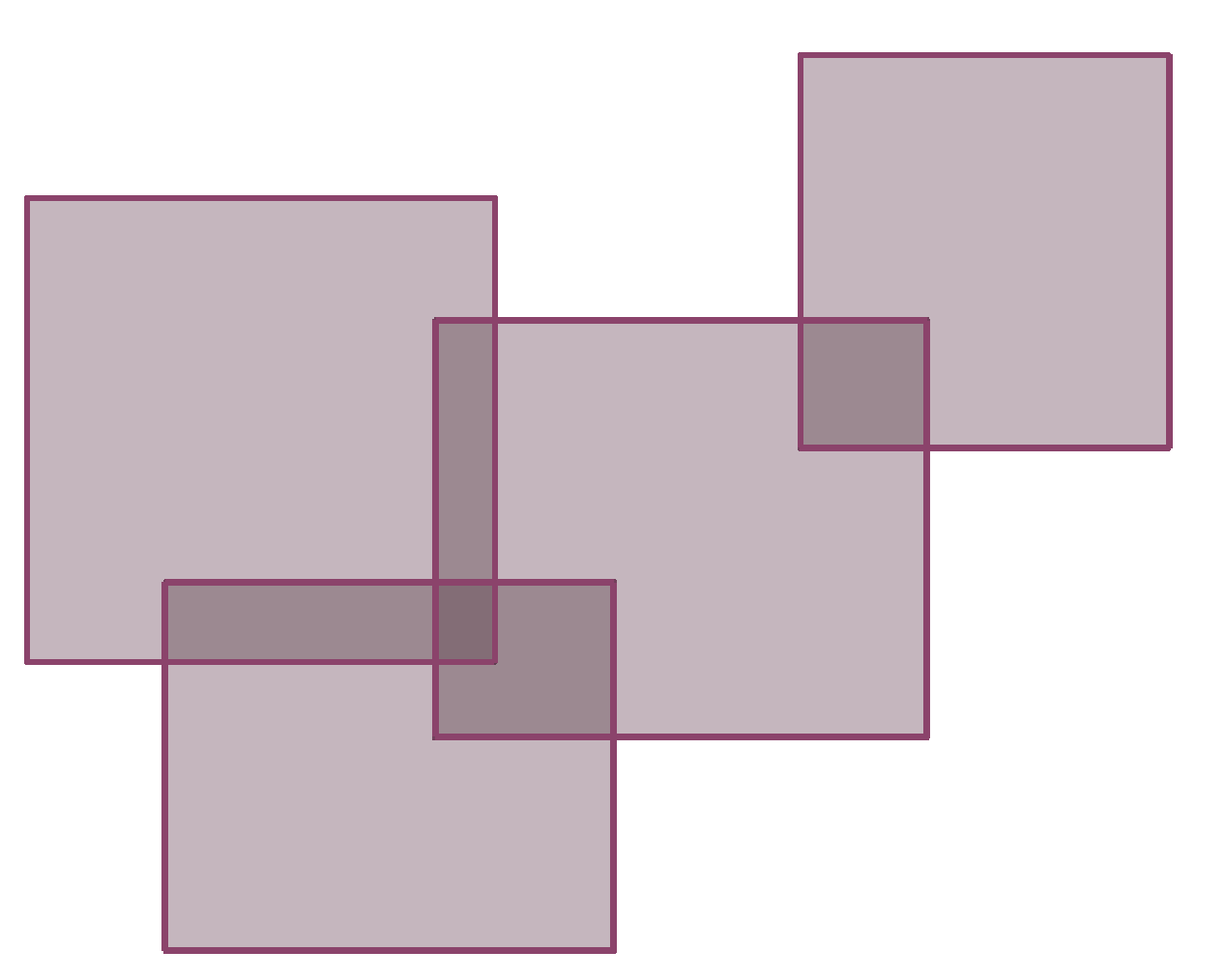
En enkel mängd: summan av (eventuellt överlappande) rektanglar.

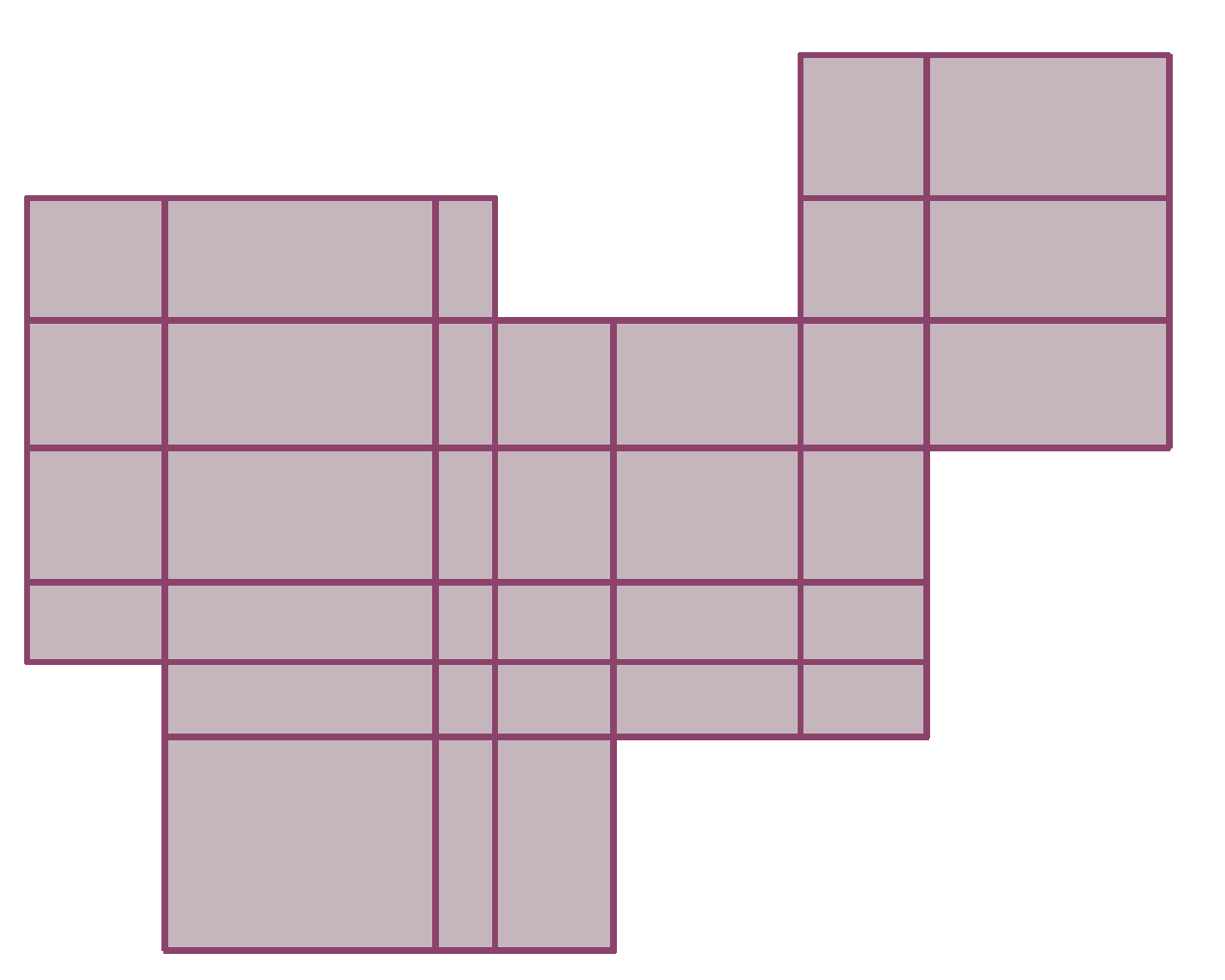
Samma mängd som ovan, uppdelad i icke överlappande rektanglar.

det vill säga, den kartesiska produkten av ett antal halvöppna intervall. En sådan mängd {\displaystyle C} kallas för en n-dimensionell rektangel, eller endast rektangel. Jordanmåttet av en rektangel definieras till att vara:
{\displaystyle m(C)=\prod _{k=1}^{n}(b_{k}-a_{k})=(b_{1}-a_{1})(b_{2}-a_{2})...(b_{n}-a_{n}).}
Man konstruerar sedan så kallade enkla mängder, som unionen av rektanglar:
{\displaystyle S=C_{1}\cup C_{2}\cup ..\cup C_{m}}
man kan inte definiera måttet av enkla mängder som summan av måtten för rektanglarna eftersom rektanglarna kan överlappa. Dock kan varje mängd {\displaystyle S} på ovanstående form skrivas om till en ändlig union av disjunkta rektanglar på formen för {\displaystyle C}, det vill säga som kartesiska produkter av halvöppna intervall, och måttet av mängden är lika med summan av dessa rektanglars mått.

## Komplicerade mängder
Det finns gott om mängder som inte är enkla, exempelvis sfärer. För att Jordanmåttet ska vara definierat på en begränsad mängd som inte är enkel, krävs det att mängden kan approximeras tillräckligt bra med enkla mängder, på liknande sätt som funktioner approximeras med under- och övertrappor i Riemannintegralen.
För en icke-enkel mängd {\displaystyle B} definierar man det inre Jordanmåttet:
{\displaystyle m_{*}(B)=\sup _{S\subset B}m(S)}
och det yttre Jordanmåttet:
{\displaystyle m^{*}(B)=\inf _{S\supset B}m(S)}
där infimum och supremum tas över de enkla mängder som täcker respektive täcks av mängden {\displaystyle B}.
Man säger att mängden {\displaystyle B} är Jordanmätbar om
{\displaystyle m_{*}(B)=m^{*}(B)\,}
det vill säga, om det inre och yttre måttet är samma.
Det visar sig att alla rektanglar, simplexer och sfärer är Jordanmätbara. Punkterna som ligger mellan två kontinuerliga funktioners grafer är Jordanmätbar om mängden är begränsad och funktionernas gemensamma definitionsmängd är Jordanmätbar.

## Jordanmåttet är inte ett mått
Ett mått är definierad över en sigma-algebra vars element kallas mätbara mängder. Men Jordanmätbara mängder utgör inte en sigma-algebra. Till exempel, om
{\displaystyle A_{q}:=\{q\}\,}
för {\displaystyle q\in \mathbb {Q} } så är 
{\displaystyle m_{*}(A_{q})=0=m^{*}(A_{q})\,,}
dvs {\displaystyle A_{q}\,} är Jordanmätbar för alla {\displaystyle q\in \mathbb {Q} }. Å andra sidan, om
{\displaystyle A:=\bigcup _{q\in \mathbb {Q} }\{q\}\,}
så är
{\displaystyle m_{*}(A)=0<\infty =m^{*}(A)\,,}
dvs {\displaystyle A\,} är en icke-Jordanmätbar mängd. Å andra sidan är en sigma-algebra sluten under uppräkneliga unioner men {\displaystyle A\,} är en uppräknelig union av Jordanmätbara mängder. Alltså bildar alla Jordanmätbara mängder inte en sigma-algebra.

## Lebesguemått
Huvudartikel: Lebesguemått
Man kan utvidga Jordanmåttet till ett mått som kallas Lebesguemåttet. Om en mängd B är Jordanmätbar så är Jordanmåttet
{\displaystyle m^{*}(B)=m_{*}(B)={\mathcal {L}}_{n}(B)}
dvs Jordanmåttet sammanfaller med Lebesguemåttet.